# Copenhagen Burnout Inventory
Das Copenhagen Burnout Inventory (aus dem Englischen, „Inventar“) ist ein in der Psychologie verwendeter Selbstbeurteilungsfragebogen, der aus 19 Items besteht und das persönliche, berufliche und kundenbezogene Burnout bewertet. Der Fragebogen wurde von Kristensen et al. entwickelt und im Jahr 2005 veröffentlicht.

## Geschichte
Bisher haben die meisten Studien über Burnout in der internationalen Literatur das Maslach Burnout Inventory (MBI) verwendet. Nach Schaufeli und Enzmann (1998) wurde das Maslach Burnout Inventory in mehr als 90 % aller empirischen Burnout-Studien weltweit eingesetzt, was dem MBI fast eine Monopolstellung in diesem Bereich verleiht.
Im Rahmen einer laufenden Studie über Burnout bei Arbeitnehmern im Bereich der Humandienstleistungen – der PUMA-Studie (dänische Abkürzung für Projekt zu Burnout, Motivation und Arbeitszufriedenheit) – beschlossen Kristensen et al. einen neuen Fragebogen, den CBI, zu entwickeln. Ziel der PUMA-Studie war es, die Prävalenz und Verteilung von Burnout, die Ursachen und Folgen von Burnout sowie mögliche Maßnahmen zur Reduzierung von Burnout zu untersuchen.

## Skalen

### Persönliches Burnout
Mit dieser Skala soll die Frage beantwortet werden: „Wie müde oder erschöpft sind Sie?“. Persönliches Burnout beschreibt den Grad der physischen und psychischen Müdigkeit und Erschöpfung, den eine Person erfährt.

### Berufliches Burnout
Das arbeitsbedingte Burnout wurde als das Ausmaß an physischer und psychischer Müdigkeit und Erschöpfung, das von der Person als mit ihrer Arbeit zusammenhängend wahrgenommen wird, definiert. Hierbei geht es darum, wie die Person selbst vermeintliche Symptome in Bezug auf ihre Arbeit attribuiert. Durch den Vergleich der Skala für persönliches Burnout mit der Skala für arbeitsbedingtes Burnout können Personen identifiziert werden, die zwar erschöpft sind, diese Erschöpfung aber auf nicht-arbeitsbezogene Faktoren zurückführen, wie z. B. gesundheitliche Probleme oder familiäre Anforderungen.

### Kundenbezogenes Burnout
Diese Skala wird als der Grad der physischen und psychischen Müdigkeit und Erschöpfung, der von der Person im Zusammenhang mit ihrer Arbeit mit Kunden wahrgenommen wird definiert. Hier von Interesse ist das Ausmaß, in dem die Person einen Zusammenhang zwischen ihrer Erschöpfung und ihrer Arbeit mit Kunden sehen. Der Begriff „Kunden“ ist weit gefasst und umfasst Begriffe wie Patienten, Häftlinge, Kinder, Studenten, Einwohner usw.

## Psychologische Gütekriterien
Alle drei Skalen (persönliches, berufliches und kundenbezogenes Burnout) weisen eine sehr hohe interne Reliabilität auf. Die Skalen differenzierten gut zwischen den Berufsgruppen im Bereich der Humandienstleistungen und es wurde das erwartete Muster in Bezug auf Korrelationen mit anderen Messgrößen für Ermüdung und psychologisches Wohlbefinden gefunden. Außerdem sagten die drei Skalen künftige Fehlzeiten, Schlafprobleme, die Einnahme von Schmerzmitteln und die Absicht, den Beruf aufzugeben, voraus. Analysen der Veränderungen im Laufe der Zeit ergaben, dass sich ein großer Anteil der Arbeitnehmer in Bezug auf das Burnout-Niveau veränderte. Die Analysen der Entwickler legen nahe, dass die Reliabilität und Validität des CBI sehr zufriedenstellend sind.

## International
Das Copenhagen Burnout Inventory wurde in eine Reihe von Sprachen übersetzt (Englisch, Japanisch, Mandarin, Kantonesisch, Schwedisch, Finnisch, Französisch und Slowenisch) und wird derzeit in vielen Ländern eingesetzt.
In Japan fand Odagiri (2004) einen signifikanten Zusammenhang zwischen Burnout, gemessen mit dem CBI, und hohen Anstrengungen und übermäßigem Engagement.
In einer australischen Studie über Burnout bei Zahnärzten verglichen Winwood und Winefield (2004) das CBI mit dem MBI und kamen zu dem Schluss, dass das CBI über ausgezeichnete psychometrische Eigenschaften verfügt und ein geeignetes Maß für Burnout in Berufsgruppen des Gesundheitswesens zu sein scheint.